# Église Saint-Pierre-et-Saint-Paul d'Usson-du-Poitou
Pour les articles homonymes, voir Église Saint-Pierre-et-Saint-Paul.
L'église Saint-Pierre-et-Saint-Paul est une église catholique située à Usson-du-Poitou, en France.

## Localisation
L'église est située dans le département français de la Vienne, sur la commune d'Usson-du-Poitou.

## Historique
L'édifice est classé au titre des monuments historiques en 1907.
Elle fut bâtie à l'époque romane au XIe siècle, a été remaniée au XVIe siècle après avoir été, comme on peut le constater pour d'autres églises de la région, fortifiée pendant la guerre de Cent Ans. Elle présente une belle ornementation, en particulier un bas-relief de la crucifixion au-dessus du porche, et des chapiteaux représentant des lions, des griffons et des atlantes. La façade est parée d'appareil losangé. À voir aussi, à l'intérieur, un beau tabernacle et deux Vierges en bois polychrome des XVIIIe et XIXe siècles